# Ulocymus
Ulocymus là một chi nhện trong họ Thomisidae.